# شن‌یانگ جی-۳۵
شن‌یانگ جی-۳۵ ، یک جت جنگنده دو موتوره، پنهان‌کار، مناسب برای شرایط جوی مختلف و چند منظورهِ نسل پنجم ساخت شرکت شن‌یانگ چین می‌باشد. طبق گزارش ها، این هواپیما دو نوع دارد، یک نوع غیرناو‌نشین که برای نیروی هوایی ارتش آزادی‌بخش خلق چین (PLAAF) طراحی شده است، و یک نوع ناونشین که برای برخاستن با کمک منجنیق (CATOBAR) برای شاخه هوابرد نیروی دریایی ارتش آزادیبخش خلق چین (PLANAF) بهینه شده است.
این جنگنده برگرفته از شن‌یانگ اف‌سی-۳۱ (همچنین شناخته شده با نام جی-۳۱) یا شنقار (به چینی: 鹘鹰)، یک پیش نمونه جنگنده شناساگریز و نمایش‌دهنده فناوری است که با هدف اطمینان از صادرات به مشتریان بالقوه، توسعه یافته است. پاکستان در سال ۲۰۱۸ مذاکراتی برای خرید ۳۰ تا ۴۰ فروند جی۳۱ با چین انجام داد. قیمت ساخت جی-۳۱ ۵۰ تا ۸۰ میلیون دلار برآورد شده‌است که ارزان‌تر از رقبای غربی و هم‌قیمت جنگنده روسی سوخو-۵۷ می‌باشد. در سال ۲۰۱۸ صنایع دفاع چین بودجهٔ بیشتری را به این طرح اختصاص داده‌است.در سال ۲۰۰۹ وال‌استریت جورنال گزارش داد که هکرهای چینی با هک کردن مرکز فرماندهی تحقیقات صنایع هوایی آمریکا، به چندین ترابایت اطلاعات محرمانه مربوط به فناوری هوایی دست پیدا کرده‌اند. ادعا شده که صنایع هوایی چین به این اطلاعات طبقه‌بندی شده دست یافته و آن را در ساخت جی-۳۱ به کار برده‌است. در واکنشی جالب چین نیز ادعا کرده که با یکسری اطلاعات دزدیده شده از منابعی خاص، این جنگنده جی-۳۱ را ساخته‌است.
نوع غیرناونشین جنگنده جی-۳۵ در سال ۲۰۲۱ دیده شد و به طور رسمی در نمایشگاه بین‌المللی هوانوردی و هوافضای چین در سال ۲۰۲۴ معرفی شد و نام جی-۳۵اِی را دریافت کرد. جی-۳۵ دومین جنگنده نسل پنجم چینی (پس از چنگدو جی-۲۰) و چین تنها کشوری غیر از ایالات متحده است که دو نوع جنگنده نسل ۵ام را توسعه داده و به کار گرفته است.

## نسخه‌ها
اف‌سی-۳۱
پیش نمونه. چین برای استفاده بومی سفارش جی-۳۱ را نداده‌است و بیشتر برای صادرات استفاده خواهد کرد گرچه به گفته چین نسخه صادراتی آن امکاناتی کمتر از نسخه اصلی داشته و جنگنده نسل ۴++ محسوب می‌شود. این نسخه پیشتر به کشور هایی مانند مصر و پاکستان برای توسعه نسخه صادراتی معرفی شده بود، هرچند امکان صادرات نسخه جدید و پیشرفته تر جی-۳۵اِی نیز وجود دارد.

جی-۳۱بی (J-31B Gyrfalcon)
نسخه ای که توسط رسانه های دولتی چین در ژوئیه ۲۴ رونمایی شد. جی-۳۵بی در این ویدئو به طور قابل توجهی بزرگتر از نمونه اولیه اف‌سی-۳۱ به تصویر کشیده شد و دارای جایگاه های محفظه های جانبی تسلیحات (side weapon bays) خواهد بود که هر کدام میتوانند حداقل دو موشک را  فارغ از محفظه اصلی داخلی در زیر بدنه حمل کنند.  این جنگنده توسط یک روزنامه ژاپنی نسخه ناونشین گزارش شده است و احتمال می‌رود در ناو هواپیمابر فوجیان مستقر شود. با این حال، یک کارشناس به نقل از ساوت چاینا مورنینگ پست معتقد بود که جی-۳۱بی به احتمال زیاد برای نیروی هوایی ارتش آزادیبخش خلق در نظر گرفته شده است و نه نیروی دریایی.

جی-۳۵
نسخه ناونشین، دارای بال‌های تا شونده و ارابه‌های فرود تقویت شده‌
جی-۳۵اِی (J-35A)
نسخه زمین‌پایه(غیر ناونشین). معرفی شده در نمایشگاه ژوهای چین در سال ۲۰۲۴

## کاربران
چین
- نیروی هوایی ارتش آزادی‌بخش خلق (برنامه ریزی شده برای آينده)
- شاخه هوابرد نیروی دریایی ارتش آزادی‌بخش خلق
  - ناو هواپیمابر فوجیان(۱۸)

### کاربران احتمالی
پاکستان
در ژانویه ۲۰۲۴، پاکستان قصد خود را برای خرید هواپیمای اف‌سی-۳۱ اعلام کرد.
در ۳ اوت ۲۰۲۴، منبع خبر پاکستانی گزارش داد که خلبانان های نیروی هوایی پاکستان (PAF) در حال گذراندن دوره‌های آموزشی بر روی جنگنده رادارگریز چینی اف‌سی-۳۱ در چین هستند. البته پاکستان ممکن است خرید نوع پیشرفته تر این جنگنده یعنی جی-۳۵ را در نظر بگیرد.
 مصر
در سال ۲۰۲۴، مصر در حال مذاکره با چین برای خرید احتمالی جت های جنگنده اف‌سی-۳۱ یا جنگنده دیگری چون جی-۱۰سی‌ایی است.

## مشخصات  (بر اساس پیش‌نمونه اف‌سی-۳۱ نسخه ۲)
مشخصات تقریبی و اولیه بر اساس نمونه اولیه اف‌سی-۳۱ هستند. این اطلاعات ممکن است در ارتباط با نسخه های جی-۳۵ صحیح نباشند.
داده‌ها از Aviation Industry Corporation of China, Aviation Week, Flight Global unless otherwise attributed
ویژگی‌های عمومی
- خدمه: ۱
- طول: ۱۷٫۳ متر (۵۶ فوت ۹ اینچ)
- پهنای بال: ۱۱٫۵ متر (۳۷ فوت ۹ اینچ)
- ارتفاع: ۴٫۸ متر (۱۵ فوت ۹ اینچ)
- وزن ناخالص: ۱۷٬۵۰۰ کیلوگرم (۳۸٬۵۸۱ پوند)
- بیشترین وزن برخاست: ۲۸٬۰۰۰ کیلوگرم (۶۱٬۷۲۹ پوند) [۲۸]
- ظرفیت سوخت: ۷٬۲۰۰ کیلوگرم (۱۵٬۹۰۰ پوند)
- پیشرانه: ۲ عدد موتور توربوفن دارای پس‌سوز Guizhou WS-13E (اف‌سی-۳۱) یا Guizhou WS-21 (جی-۳۵), ۹۲٫۱۶–۹۳٫۲ کیلونیوتن (۲۰٬۷۲۰–۲۰٬۹۵۰ پوند-نیرو) با پس‌سوز

عملکرد
- حداکثر سرعت: ۱٫۸
  - ۱٬۴۰۰ کیلومتر بر ساعت (۸۷۰ مایل بر ساعت؛ ۷۵۶ گره)، ۱٫۱۴ ماخ در سطح دریا ماخ
- بُرد رزمی: ۱٬۲۵۰ کیلومتر (۷۸۰ مایل، ۶۷۰ مایل دریایی) با سوخت داخلی (شعاع)
  - ۱٬۹۰۰ کیلومتر (۱٬۲۰۰ مایل) با سوخت‌گیری هوایی (شعاع)
  - ۲٬۰۰۰ کیلومتر (۱٬۲۰۰ مایل) با مخازن سوخت خارجی (شعاع)
- حداکثر ارتفاع: ۱۶٬۰۰۰ متر (۵۲٬۰۰۰ فوت)
- حد شتاب جی: ۹+/۳-

## نگارخانه

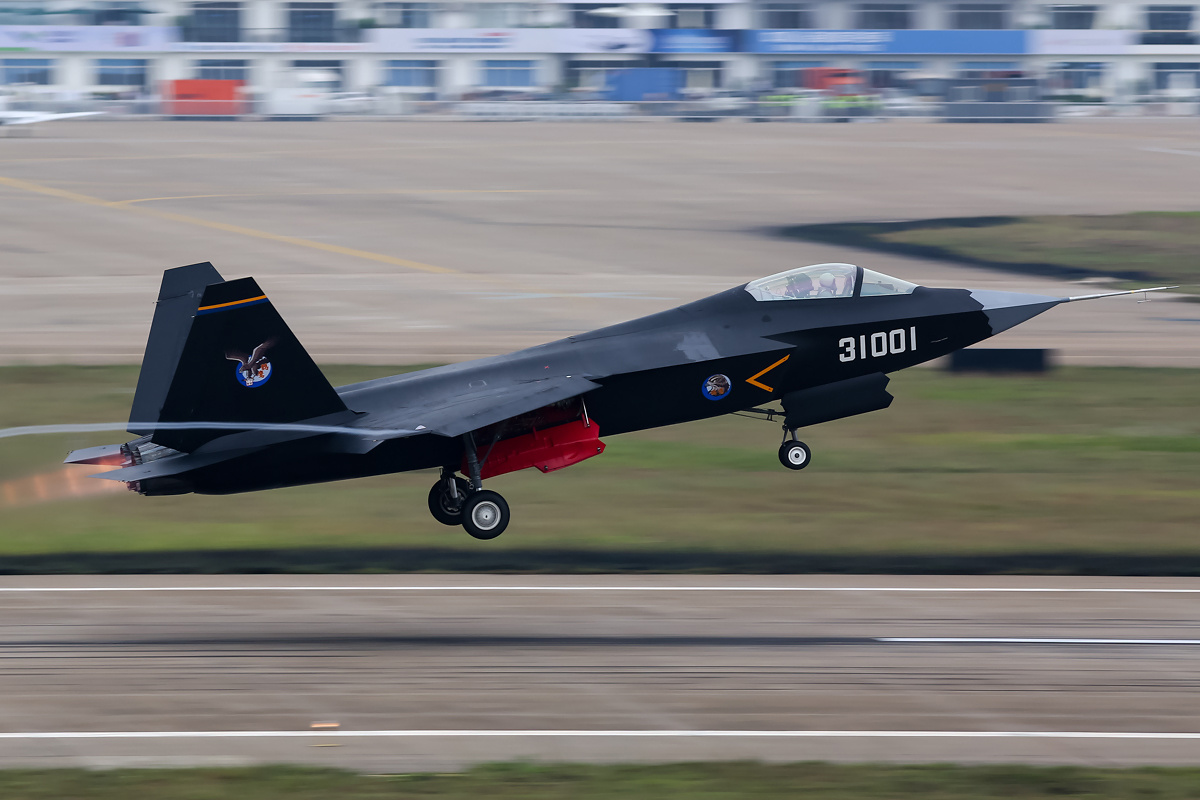
اف‌سی-۳۱ در حال برخاست در نمایشگاه هوایی ژوهای ۲۰۱۴
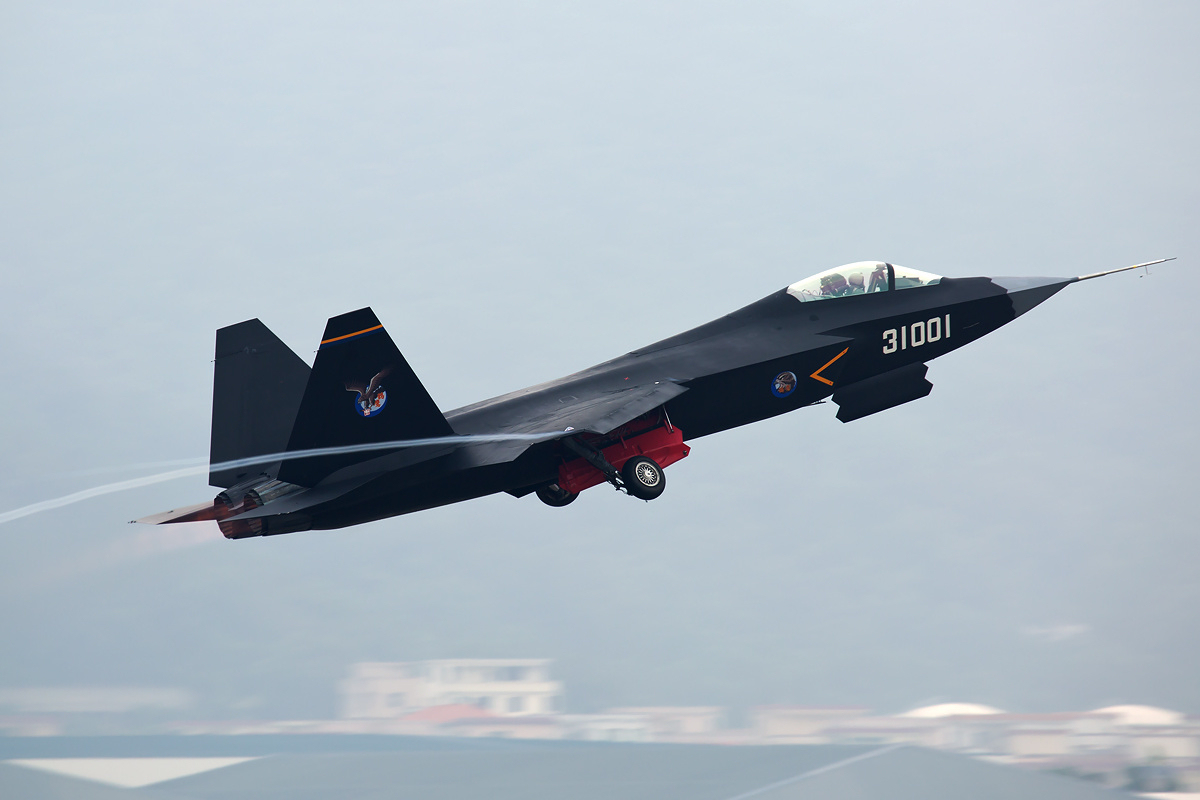
اف‌سی-۳۱ در حال اوج‌گیری برخاست در نمایشگاه هوایی ژوهای ۲۰۱۴
جی-۳۵ در نمایشگاه هوایی ژوهای ۲۰۲۴
جی-۳۵ در نمایشگاه هوایی ژوهای ۲۰۲۴
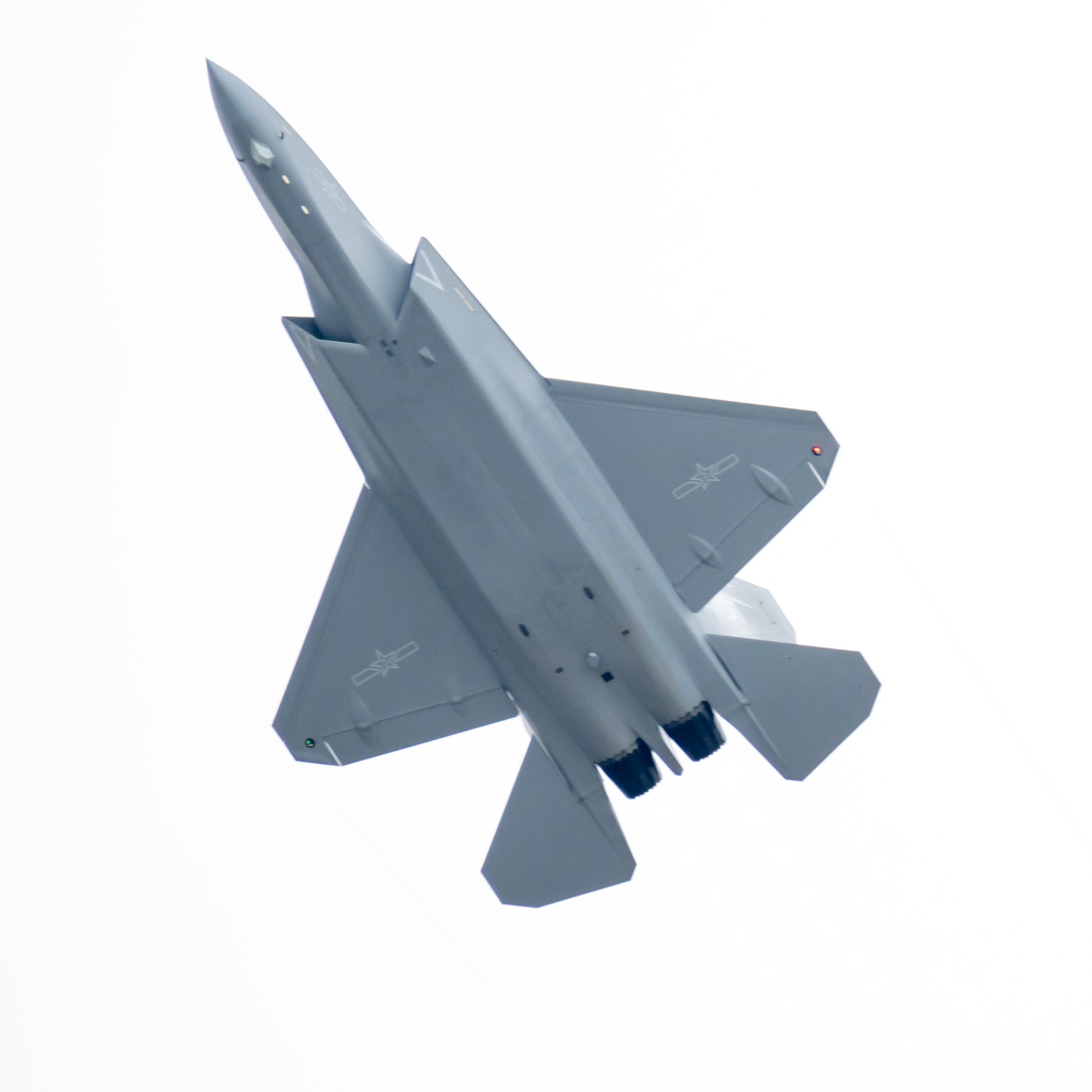
تصویر از سطح شکمی جنگنده جی-۳۵ و رویت جایگاه درونی حمل تسلیحات
احتمالا نسخه اولیه ناونشین جنگنده جی-۳۵ رویت شده در ۲۰۲۲